# Programul Național de Dezvoltare Rurală
Programul Național de Dezvoltare Rurală (PNDR) este un program al Ministerul Agriculturii și Dezvoltării Rurale din România.
Obiectivele PNDR sunt:
1. Creșterea competitivității sectoarelor agro-alimentar și forestier (Axa 1);
2. Îmbunătățirea mediului și a spațiului rural prin utilizarea durabilă a terenurilor agricole și forestiere (Axa 2);
3. Creșterea calității vieții in mediul rural si încurajarea diversificării economiei rurale (Axa 3);
4. Demararea și funcționarea inițiativelor de dezvoltare locală (Axa 4);